# Leopold I Habsburg
Leopold I Habsburg (ur. 9 czerwca 1640 w Wiedniu, zm. 5 maja 1705 tamże) – król Węgier od 1655, król Czech od 1656, arcyksiążę Austrii od 1657, a także król Niemiec i cesarz rzymski od 1658 roku z dynastii Habsburgów.

## Rodzina
Syn cesarza Ferdynanda III i jego pierwszej żony Marii Anny Hiszpańskiej, córki króla Hiszpanii i Portugalii Filipa III. Miał 10 rodzeństwa. Jego starszy brat Ferdynand IV Habsburg był w latach 1653–1654 wraz z ojcem Ferdynandem III królem Czech i Węgier oraz został wybrany w elekcji cesarskiej królem Rzymian (niemieckim). Siostra Marianna Habsburg była żoną króla Hiszpanii Filipa IV Habsburga, przyrodnia siostra Eleonora była żoną króla Polski Michała Korybuta Wiśniowieckiego, zaś najmłodsza przyrodnia siostra Maria Anna żoną elektora Palatynatu Reńskiego Jana Wilhelma Wittelsbacha.
Po śmierci ojca w 1657 roku został samodzielnym królem Czech i Węgier oraz odziedziczył po nim wszystkie jego tytuły. 18 lipca 1658 roku we Frankfurcie kolegium elektorów Świętego Cesarstwa Rzymskiego w składzie: on sam, jako król Czech, arcybiskup Moguncji Johann Philipp von Schönborn (1647–1673), arcybiskup Kolonii Maksymilian Henryk Wittelsbach, arcybiskup Trewiru Karl II Kaspar von der Leyen-Hohengeroldseck, książę Bawarii Ferdynand Maria Bawarski, książę Saksonii Jan Jerzy II Wettyn, margrabia Brandenburgii Fryderyk Wilhelm I Hohenzollern, hrabia-palatyn reński Karol Ludwik Wittelsbach, wybrało go na króla niemieckiego i cesarza rzymskiego.
5 grudnia 1666 roku poślubił Małgorzatę Teresę Habsburg, córkę króla Hiszpanii Filipa IV i jego drugiej żony Marianny Habsburg – starszej siostry Leopolda. Para miała czworo dzieci:
- Ferdynand Wacław (28 IX 1667 – 13 I 1668)
- Maria Antonina (18 I 1669 – 24 XII 1692) – żona elektora Bawarii Maksymiliana II Emanuela Wittelsbacha
- Jan Leopold (20 II 1670)
- Maria Anna (9 II 1672 – 23 II 1672)

Małgorzata Teresa zmarła w połogu, w wieku 22 lat w 1673 roku. W tym samym roku 15 października cesarz ożenił się z Klaudią Felicytą Habsburg, córką Ferynanda Karola Habsburga księcia Tyrolu i Anny Medycejskiej. Leopold i Klaudia mieli dwie córki:
- Anna Maria (11 IX 1674 – 21 XII 1674)
- Maria Józefa (11 X 1675 – 11 VII 1676)

9 miesięcy po śmierci Klaudii Felicyty, Leopold I poślubił księżniczkę palatyńską Eleonorę Magdalenę Wittelsbach, córkę elektora Palatynatu Reńskiego Filipa Wilhelma i Elżbiety Amalii Hessen-Darmstadt. Para miała dziesięcioro dzieci:
- Józef (26 VII 1678 – 17 IV 1711) – cesarz rzymsko-niemiecki, król Czech i Węgier
- Krystyna (18 VI 1679)
- Maria Elżbieta (13 XII 1680 – 26 VIII 1741)
- Leopold Józef (2 VI 1682 – 3 VIII 1684)
- Maria Anna (7 IX 1683 – 14 VIII 1754) – żona króla Portugalii Jana V Bragança
- Maria Teresa (22 VIII 1684 – 28 IX 1696)
- Karol (1 X 1685 – 20 X 1740) – cesarz rzymsko-niemiecki, król Czech i Węgier
- Maria Józefa (6 III 1687 – 14 IV 1703)
- Maria Magdalena (26 III 1689 – 1 V 1743)
- Maria Małgorzata (22 VII 1690 – 22 IV 1691)

## Polityka zagraniczna

### II wojna północna
Wspierał Polskę i Litwę oraz Danię w walce ze Szwecją i Siedmiogrodem podczas II wojny północnej, wraz z Rosją, Brandenburgią i Holandią. Dyplomacja cesarska pośredniczyła w zawieraniu traktatów welawsko-bydgoskich w 1657 roku. Rok później wojska cesarskie brały udział w walkach na Półwyspie Jutlandzkim, w Polsce wyzwalały Kraków i Poznań.

### Wojna z imperium osmańskim
Ingerując w sprawy Siedmiogrodu w 1662 r. cesarz sprowokował najazd Turków osmańskich, których wojska dotarły aż na Morawy. W sierpniu 1664 r. na mocy paktu w Vasvár odstąpił Turkom część ziem na Węgrzech i uznał ich zwierzchnictwo nad Siedmiogrodem. W 1683 r. wojska osmańskie pod wodzą wielkiego wezyra Kara Mustafy zaatakowały habsburską część Węgier. Rozmach tureckiego najazdu zmobilizował państwa niemieckie do współdziałania z cesarzem, pod Wiedeń przybyli ze swoimi wojskami elektor bawarski Maksymilian II Emanuel, elektor saski Jan Jerzy III, książę Lotaryngii Karol V Leopold i margrabia Badenii Ludwik Wilhelm. Leopold I zwrócił się do króla Polski Jana III Sobieskiego z błaganiem o pomoc w walce z najazdem tureckim, z którym siły Habsburgów i Rzeszy Niemieckiej nie mogły same sobie poradzić. Po odsieczy wiedeńskiej siły sojuszników przeszły do ofensywy. W marcu 1684 r. w Linz ogłoszono powstanie Ligi Świętej z udziałem Austrii, Rzeczypospolitej polsko-litewskiej, Republiki Weneckiej i Państwa Kościelnego, a papież Innocenty XI ogłosił czternastą krucjatę przeciw Turkom. W 1686 r. do Ligi przystąpiła także Rosja Piotra I. W 1687 r., po zwycięstwie koalicji pod Mohaczem, Sejm węgierski w Bratysławie przyznał Habsburgom dziedziczne prawa do tronu i zniósł tradycyjne prawo szlachty węgierskiej do rokoszu (ius resistendi). W 1690 roku armia cesarska opanowała Siedmiogród, a Leopold przyjął tytuł księcia tej krainy. O ostatecznej klęsce Turków zadecydowała bitwa pod Zentą w 1697 r., kiedy armia cesarska pod dowództwem księcia Eugeniusza Sabaudzkiego zwyciężyła siły osmańskie i wyparła je z Węgier. Zmagania zakończył w 1699 r. zawarty przy mediacji Anglików i Holendrów pokój karłowicki. Był to jeden z największych sukcesów politycznych w dziejach dynastii Habsburgów. Turcy zrzekli się na rzecz cesarza całych Węgier z wyjątkiem Banatu Temeszwarskiego. Terytorium i siła państwa Habsburgów znacznie się powiększyły. Cesarz dążył teraz do wzmocnienia władzy królewskiej na Węgrzech, w czym wspierał go wpływowy arcybiskup Ostrzyhomia i prymas Węgier, kard. Leopold Kollonich.

### Wojny z Francją
W lipcu 1686 powstała Liga Augsburska. Państwa Rzeszy i potęgi europejskie: (Hiszpania, Holandia i Szwecja) zjednoczyły się z cesarzem w walce z Francją Ludwika XIV. W czerwcu 1687 do Ligi przystąpiły w Wiedniu Holandia i niektóre państwa włoskie. Ze względu na działania na Węgrzech cesarz nie był w stanie odpowiednio zaangażować się militarnie w konflikt z Francją. W pokoju w Rijswick, w 1687 Ludwik XIV zrezygnował ze zdobyczy polityki reunionów poza Strasburgiem. Ostateczny rozrachunek zmagań niemiecko-francuskich w tym czasie był jednak taki, że Francja opanowała wszystkie ziemie należące do Rzeszy za górnym Renem poza Lotaryngią.
W 1700 Leopold I włączył się do walki o dziedzictwo Habsburgów hiszpańskich (wojna o sukcesję hiszpańską). Usiłował osadzić na hiszpańskim tronie swojego młodszego syna, arcyksięcia Karola.

## Polityka wewnętrzna

### Sprawy Rzeszy Niemieckiej
W 1658 r. w swojej kapitulacji wyborczej zakazał stanom państw niemieckich zwoływania posiedzeń sejmów stanowych bez zgody książąt. W ten sposób przyczynił się do rozwoju absolutyzmu książęcego w Niemczech. W 1664 r. jako ostatni cesarz rzymski w dziejach I Rzeszy pojawił się osobiście na obradach Sejmu Cesarstwa w Ratyzbonie. W 1692 r. nadał księciu Hanoweru – Ernestowi Augustowi z dynastii Welfów, tytuł elektora Rzeszy, powiększając tym samym liczbę elektorów do 9.
W 1676 r. Sejm Cesarstwa uchwalił prawo zakazujące państwom niemieckim prowadzenia handlu z Francją, coraz bardziej agresywną wobec Rzeszy.

### Sprawy krajów dziedzicznych
W 1681 r. Leopold I wziął chłopów ze swej monarchii w obronę przed nieuzasadnionymi oskarżeniami ich panów.
W 1691 r. cesarz wydał postanowienie (Explanatio Leopoldina) zezwalające protestantom na sprawowanie kultu w domach, w otoczeniu rodziny, pod warunkiem, że będą uczestniczyć w publicznych świętach katolickich. Administratorzy protestanccy mieli podlegać biskupom katolickim i być mianowani przez władze cesarskie. Zmiana wyznania na reformowane groziła sankcjami karnymi.
W 1701 r. Leopold I wydał edykt uznający unitów w Siedmiogrodzie za przedstawicieli narodu rumuńskiego. Biskupi uniccy mieli odtąd zasiadać w Sejmie Księstwa Siedmiogrodu. Za jego panowania państwo przejmuje w znacznym stopniu kontrolę nad Kościołem Katolickim w Austrii, Czechach i na Węgrzech.
W 1703 r. zawarł tajne porozumienie ze swoimi synami, w którym mowa była o niepodzielności monarchii naddunajskiej. Starszego Józefa Leopold przeznaczał do władzy w Austrii i korony cesarskiej, młodszego Karola pragnął wprowadzić na tron hiszpański.
W 1704 roku w Siedmiogrodzie wybrano na księcia Franciszka Rakoczego, odbierając tym samym władzę cesarzowi. Jako że Leopold zmarł w 1705 roku, z rebelią musiał się zmierzyć jego następca.
Za panowania Leopolda I, w toku nieustannych wojen, bardzo wzrosły wydatki państwa, zwłaszcza związane z obroną. Okazało się, że niskie wpływy do budżetu wynikają z nieudolności i słabej organizacji administracji cesarskiej oraz oporów szlachty. Natomiast chłopi byli bardziej ulegli wobec fiskusa. W związku z tym Habsburgowie rozpoczęli politykę rozbudowy i modernizacji aparatu administracyjnego i dążyli do stworzenia monarchii absolutnej.
W 1677 r. założył Uniwersytet w Innsbrucku, a w 1702 r.we Wrocławiu (pod nazwą Akademia Leopoldina).

## Pełna tytulatura
Leopold, z Bożej łaski uświęcony i wybrany cesarz rzymski, po wieki August, Król Niemiec, Król Węgier, Czech, Dalmacji, Chorwacji, Slawonii, Ramy, Serbii, Galicji, Lodomerii, Kumanii, Bułgarii. arcyksiążę Austrii, książę Burgundii, Brabancji, Styrii, Karyntii, Karnioli, margrabia Moraw, książę Luksemburga, Górnego i Dolnego Śląska, Wirtembergii, Teck etc. książę Szwabii, hrabia Habsburga, Tyrolu, Ferreti, Kyburga, Gorycji etc. landgraf Alzacji, margrabia Świętego Cesarstwa Rzymskiego, Burgau, Górnych i Dolnych Łużyc etc. pan Marchii Wendyjskiej Salin, Port Naon etc. etc. etc.

## Genealogia
| Prapradziadkowie                               | cesarz rzymski Karol V Habsburg1 (1500-1558) ∞1526 Izabela Aviz (1503–1539)             | cesarz rzymski Maksymilian II Habsburg2 (1527-1576) ∞1548 Maria Habsburg3 (1528-1603)   | cesarz rzymski Ferdynand I Habsburg1 (1503-1564) ∞1521 Anna Jagiellonka (1503–1547)     | książę Bawarii Albrecht V Wittelsbach (1528-1579) ∞1546 Anna Habsburg2 (1528–1590)      | książę Bawarii Albrecht V Wittelsbach (1528-1579) ∞1546 Anna Habsburg2 (1528–1590)        | książę Bawarii Albrecht V Wittelsbach (1528-1579) ∞1546 Anna Habsburg2 (1528–1590)        | książę Bawarii Albrecht V Wittelsbach (1528-1579) ∞1546 Anna Habsburg2 (1528–1590)        | Franciszek Lotaryński (1517-1545) ∞1541 Krystyna Oldenburg (1521-1590)                    |
| Pradziadkowie                                  | król Hiszpanii Filip II Habsburg (1527-1598) ∞1570 Anna Habsburżanka (1549–1580)        | król Hiszpanii Filip II Habsburg (1527-1598) ∞1570 Anna Habsburżanka (1549–1580)        | Karol Styryjski (1540-1590) ∞1571 Maria Anna Wittelsbach (1551–1608)                    | Karol Styryjski (1540-1590) ∞1571 Maria Anna Wittelsbach (1551–1608)                    | Karol Styryjski (1540-1590) ∞1571 Maria Anna Wittelsbach (1551–1608)                      | Karol Styryjski (1540-1590) ∞1571 Maria Anna Wittelsbach (1551–1608)                      | Wilhelm V Wittelsbach (1548-1626) ∞1568 Renata Lotaryńska (1544-1602)                     | Wilhelm V Wittelsbach (1548-1626) ∞1568 Renata Lotaryńska (1544-1602)                     |
| Dziadkowie                                     | król Hiszpanii Filip III Habsburg (1578-1621) ∞1599 Małgorzata Habsburg (1584–1611)     | król Hiszpanii Filip III Habsburg (1578-1621) ∞1599 Małgorzata Habsburg (1584–1611)     | król Hiszpanii Filip III Habsburg (1578-1621) ∞1599 Małgorzata Habsburg (1584–1611)     | król Hiszpanii Filip III Habsburg (1578-1621) ∞1599 Małgorzata Habsburg (1584–1611)     | cesarz rzymski Ferdynand II Habsburg (1578-1637) ∞1600 Maria Anna Wittelsbach (1574–1616) | cesarz rzymski Ferdynand II Habsburg (1578-1637) ∞1600 Maria Anna Wittelsbach (1574–1616) | cesarz rzymski Ferdynand II Habsburg (1578-1637) ∞1600 Maria Anna Wittelsbach (1574–1616) | cesarz rzymski Ferdynand II Habsburg (1578-1637) ∞1600 Maria Anna Wittelsbach (1574–1616) |
| Rodzice                                        | Maria Anna Habsburg (1606-1646) ∞1631 cesarz rzymski Ferdynand III Habsburg (1608-1657) | Maria Anna Habsburg (1606-1646) ∞1631 cesarz rzymski Ferdynand III Habsburg (1608-1657) | Maria Anna Habsburg (1606-1646) ∞1631 cesarz rzymski Ferdynand III Habsburg (1608-1657) | Maria Anna Habsburg (1606-1646) ∞1631 cesarz rzymski Ferdynand III Habsburg (1608-1657) | Maria Anna Habsburg (1606-1646) ∞1631 cesarz rzymski Ferdynand III Habsburg (1608-1657)   | Maria Anna Habsburg (1606-1646) ∞1631 cesarz rzymski Ferdynand III Habsburg (1608-1657)   | Maria Anna Habsburg (1606-1646) ∞1631 cesarz rzymski Ferdynand III Habsburg (1608-1657)   | Maria Anna Habsburg (1606-1646) ∞1631 cesarz rzymski Ferdynand III Habsburg (1608-1657)   |
| Leopold I Habsburg (1640-1705), cesarz rzymski |                                                                                         |                                                                                         |                                                                                         |                                                                                         |                                                                                           |                                                                                           |                                                                                           |                                                                                           |

1. syn króla Kastylii Filipa I Habsburga i Joanny Szalonej
2. syn/córka cesarza rzymskiego Ferdynanda I Habsburga i Anny Jagiellonki
3. córka cesarza rzymskiego Karola V Habsburga i Izabeli Aviz

Dane za:
- Richard Reifenscheid, Die Habsburger in Lebensbildern, von Rudolf I. bis Karl I., Verlag Hugendubel, Kreuzlingen 2000

## Cesarskie hobby
Cesarz śpiewał, dyrygował, występował na scenie i komponował. Skomponował m.in. 2 msze, 5 requiem, 17 suit baletowych, 12 oratoriów. Za jego panowania w Wiedniu wzniesiono teatr operowy, w którym wystawiono ponad 400 oper, niektóre skomponowane przy współudziale cesarza. Od tego czasu przez wiele lat Wiedeń był głównym ośrodkiem włoskiej sztuki operowej w Europie na północ od Alp.